# 샌프란시스코 전쟁기념 공연예술 센터

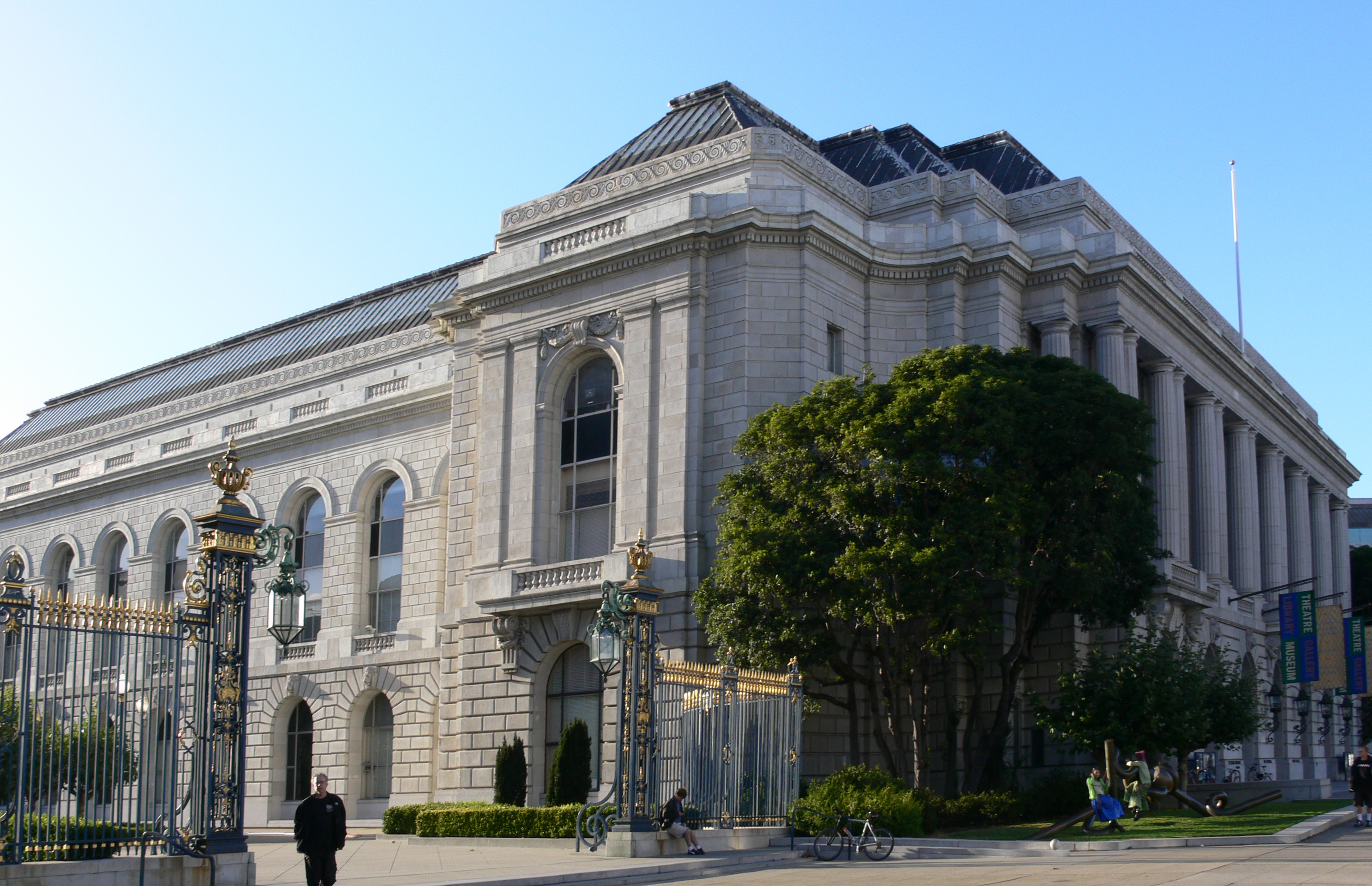

전쟁기념 공연예술 센터(San Francisco War Memorial and Performing Arts Center, SFWMPAC)는 캘리포니아주 샌프란시스코에 위치해 있다. 샌프란시스코 시빅 센터 히스토릭가에 위치한 면적 30,000m²와 좌석 7,500석 규모를 자랑하는 이곳은 오페라·교향곡·현대무용과 고전 무용·음악회·연극·강연·회의·리셉션·특별 시사회 등 각종 문화행사를 수용할 수 있다.

## 역사
이 센터의 기원은 제1차 세계대전 직후 전쟁기념 오페라하우스와 참전자들을 기리기위한 건물을 지을려는 계획에서 시작되었다. 결국, 오페라하우스와 복합문화공간(참전자 빌딩)이 1932년에 개관 되었다. 참전자 빌딩에는 1932년부터 1994년까지 샌프란시스코 근대 미술관이 입주해 있었다.
또한, 전쟁기념 공연예술 센터(SFWMPAC)는 매우 역사적인 장소이기도 하다. 1945년 유엔 헌장이 허브스트 극장(舊 참전자 오디토리움)에서 서명되었고, 1951년에는 오페라하우스에서 일본평화조약(샌프란시스코 조약)이 체결되었다. 많은 외국의 수장들과 미국 대통령들도 이 곳을 방문하였다. 이 빌딩은 1952년 국제 연합(UN)의 탄생을 기념하기 위해 발행되었던 5센트짜리 우표 "헌장의 탄생"에도 등장한다.
이 센터는 1990년에 골드만 환경상 수상 장소로 선정된 바 있다.

## 공연장
전쟁기념 공연예술 센터의 공연장은 아래와 같다.
- 전쟁 기념 오페라하우스 : 3,146석의 오페라하우스는 1932년에 개관된 이래 지금까지 샌프란시스코 발레단과 샌프란시스코 오페라단의 주 공연장
- 루이스 엠. 데이비스 심포니 홀 : 2,743석의 이 홀은 1980년에 개관된 이래 샌프란시스코 심포니의 주공연장으로 쓰이고 있다.
- 허브스트 극장 : 928석의 이 극장의 원래 이름은 참전자 오디토리움이었다. 1945년 유엔 헌장이 체결된 곳이다. 1977년 새롭게 단장되면서 허브스트 극장이라는 새 이름을 얻게 되었다. 현재는 작은 콘서트나 강연 혹은 프리젠테이션 장소로 자주 사용되고 있다.
- 그린 룸 : 참전자 건물 2층에 위치한 그린 룸은 원래 제1차 세계대전 참전용사들을 위한 라운지로 설계되었으나, 현재는 공연이나 리셉션 홀로 사용되고 있다. 매년, 여러 다양한 종류의 콘서트와 강연회가 열릴 뿐만 아니라 디너 파티, 리셉션, 패션쇼, 음악회, 컨퍼런스, 회의 등도 진행된다. 그린 룸은 패션 사진이나 비디오 촬영을 위한 장소로도 많이 애용되고 있다.
- 해럴드 엘. 젤러바흐 리허설 홀 : 헤이즈 거리 모퉁이에 위치해 있는 해롤드 엘. 젤러바흐 리허설 홀은 루이스 엠. 데이비스 심포니 홀 바로 옆에 있다. 이 곳은 세개의 리허설 시설로 구성되어 있는데, 이 시설은 영화 촬영 등 다양한 형태의 리허설 진행이 가능하다.
- 샌프란시스코 예술 위원회 전시장 : 이 전시장은 참전자 건물의 북동쪽에 위치해 있으며, 주로 현대미술이 전시된다.